# ロングアイランド鉄道本線
本線とはニューヨーク州クイーンズ区のロングアイランドシティとニューヨーク州サフォーク郡のグリーンポートを結ぶ、ロングアイランド鉄道 （LIRR）が所有、運営する鉄道路線である。

## 概要
ロングアイランドシティの1マイル東（ハンターズポイント・アベニュー駅以東）からイースト川トンネルを通る4路線がロングアイランドシティ駅からの2路線と合流し4路線となる。なお、本線を通る列車のほとんどはロングアイランドシティに向かわずにこれらのトンネルを使用する。
東へ進むと、5本の支線が本線から分岐する。西から順に、
- ポートワシントン支線（クイーンズ区ウッドサイド地区のウッド信号場 (WOOD Interlocking)で分岐）
- ヘンプステッド支線（クイーンズ区とナッソー郡の境界沿いにあるクイーンズ信号場 (QUEENS Interlocking)で分岐）
- オイスターベイ支線（ミネオラ駅以東のナッソー信号場 (NASSAU Interlocking)で分岐）
- ポートジェファーソン支線 （ヒックスヴィル駅以東のディバイド信号場 (DIVIDE Interlocking)で分岐）
- セントラル支線（ベスページ駅以東のベス信号場 (BETH Interlocking)で分岐） –本線と非電化単線路線のモントーク支線で接続している。

一般的な時刻表は本線のヒックスヴィル駅 (Hicksville) 以東をロンコンコマ支線としている。 

### 路線データ
- 路線距離：95マイル/153km
- 軌間：1435mm（標準軌）
- 駅数：30（起終点含む）
  - 旅客駅：29
  - 乗務員専用駅：1
- 複線区間：
  - 複々線：
    - ウッドサイド駅 - クイーンズ・ビレッジ駅間

  - 複線：
    - ロングアイランドシティ駅 - ウッドサイド駅間
    - クイーンズ・ビレッジ駅 - ファーミング・デール駅間
    - ディアーパーク駅 - ブレントウッド駅間

  - 単線：
    - ブレントウッド駅 - グリーンポート駅間
- 電化区間：ロンコンコマ駅 - グリーンポート駅間をのぞきすべて電化
  - ロングアイランドシティ駅 - ロンコンコマ駅間：直流750V（第三軌条方式）
- 閉塞方式
  - ロングアイランドシティ-ロンコンコマ間を走る本線上の列車は自動閉塞や連動信号機、パルスコード式車内信号システム（LIRRではAutomatic Speed Controlとして知られている）によって運行管理されている。ロンコンコマ-グリーンポート間の東側を走行する列車は、信号機によらないかまたは"Dark Territory"（すべての列車を列車命令 (train order) や時刻表により管理する方式）で運行されている[1]。

## 沿線概況

### ロングアイランドシティ - ジャマイカ
ロングアイランドシティ駅を出てハロルド信号場（ウッドサイド駅の0.6マイル (1.0km) 北西）まで複線を走行する。ハロルド信号場でマンハッタンのペン・ステーションからイースト川トンネルを通ってきた北東回廊の複々線と合流する。ハロルド信号場以東から複々線となり南東に方向を変える。ハロルド信号場からポートワシントン支線と並走するが、ウッドサイド駅の0.7マイル (1.1km) 南東で北東へ向きを変える。ジェイ信号場でアトランティック支線やモントーク支線と合流する。なお、アトランティック支線やモントーク支線はジャマイカ駅の西で分岐する。ジャマイカ駅にはプラットフォームに入る線路が8本、通過線が2本、駅南方にある数本の側線や2本の旧貨物線に沿って伸びる。駅南方の線路はジャマイカ駅を迂回する列車が走行することがある。ジャマイカ駅のすぐ東にあるハル信号場 (HALL Interlocking)では、線路が8本（本線・モントーク支線の線路が上下2本ずつ計4本、アトランティック支線の線路が2本、ハル信号場のタワーの南方に旧貨物線が2本）がある。 

### ジャマイカ - グリーンポート
ジャマイカ駅から本線は東へ進む。ジャマイカ駅の東でモントーク支線が分岐し南東へ走行するが、本線の下をくぐるまでは本線（上下線）の間を走行する。クイーンズ・ビレッジ駅とベルローズ駅の間（ナッソー郡）にあるクイーンズ信号場では本線が分岐し複線となるが、ヘンプステッド支線も分岐し本線の隣（グリーンポートに向かって右側）を走行する。なおヘンプステッド支線はフローラル・パーク駅の東まで本線と並走した後、南へ向きを変える。ミネオラ駅でオイスターベイ支線が北へ分岐する。ここまで本線は東へ進み続けるが、ヒックスヴィル駅で本線が南へ分岐し、ポートジェファーソン支線が北へ分岐する。ファーム信号場 (FARM Interlocking)（ファーミングデール駅の東）からグリーンポート駅までは、ディアーパーク駅の西からブレントウッド駅の東までの複線区間を除き、行き違い設備のある単線である。1987年に本線はヒックスヴィル駅からロンコンコマ駅の間で電化され、電化区間の駅のホームの嵩上げがされた。なおLIRRはロンコンコマ支線複線化計画 (Ronkonkoma Branch Double Track Project)の一環として最終的にはロンコンコマ駅まで複線化する予定である。工事の第一段階として、セントラル・アイスリップ駅-ロンコンコマ駅間の5マイルを複線区間とするとしており、2013年の秋に着工する予定である。

## 運行形態
本線の全区間のうちイースト川トンネルへを往来可能な区間はジャマイカ駅の西からハロルド信号場の間の区間までしかないため、ペン・ステーションへ向かうすべての列車はこの区間を通る。ハロルド信号場からロングアイランドシティ駅までの区間は、ロングアイランドシティ駅やハンターズポイント・アベニュー駅が始発・終着の列車が使用する。

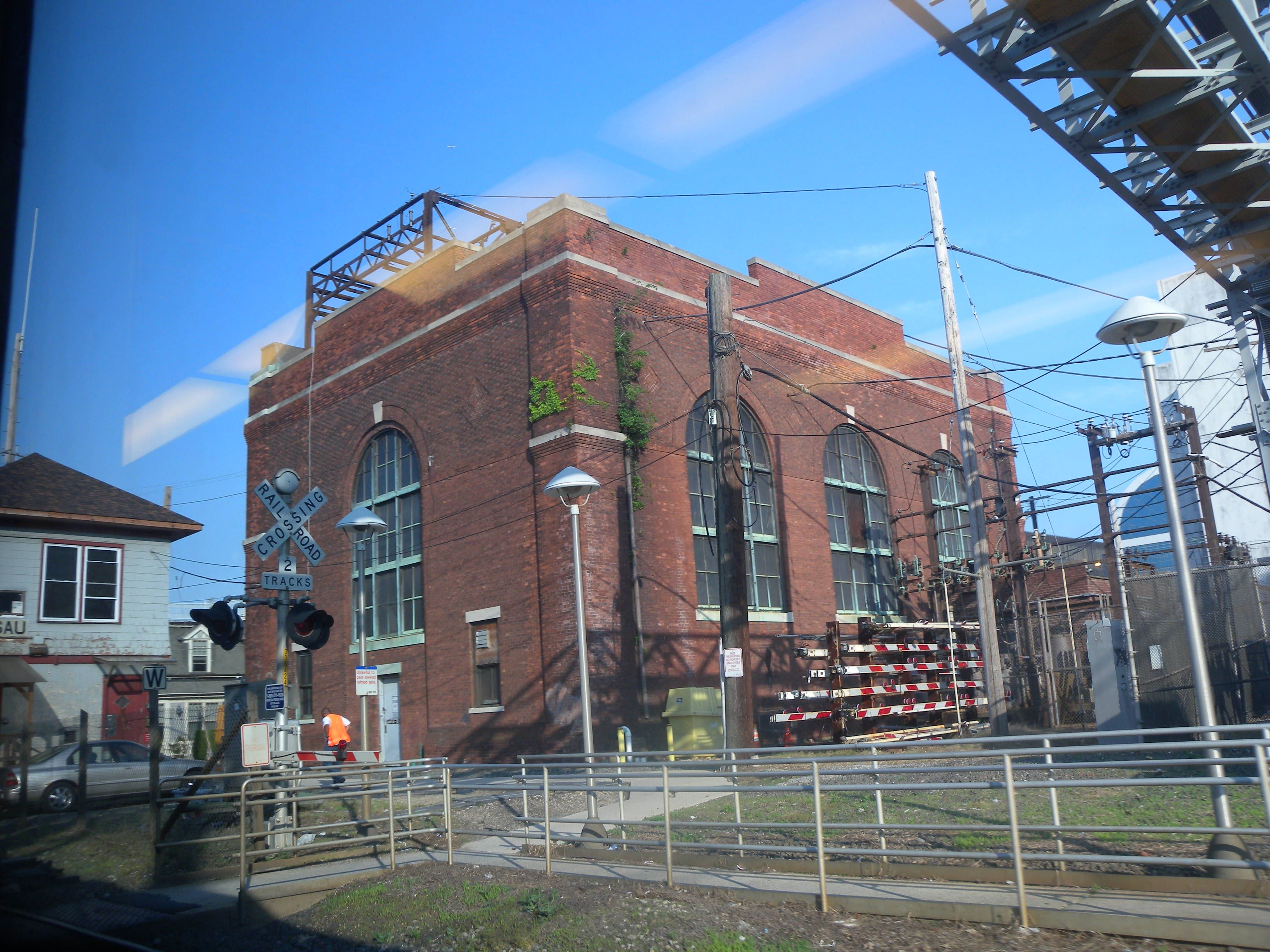
ミネオラのナッソー信号場にある発電所

ジャマイカ駅の東はヘンプステッド支線、オイスターベイ支線、ポートジェファーソン支線、ロンコンコマ支線（電化区間の東端であるロンコンコマ駅が終点）の全列車が使用する。モントーク支線の列車のうち数本はベスページ駅の東で分岐しセントラル支線を経由しバビロン駅へ行くために本線を使用する。各支線の分岐駅はそれぞれ、クイーンズ・ビレッジ駅（ベルモントパーク支線）、フローラル・パーク駅（ヘンプステッド支線）、ミネオラ駅（オイスターベイ支線）、ヒックスヴィル駅（ポートジェファーソン支線）、ベスページ駅（モントーク支線）である。
なおモントーク支線の列車の停車駅はジャマイカ駅以東ではミネオラ駅とヒックスヴィル駅など数駅しかない。
本数は少ないが、scootsとして非公式に知られているディーゼルのシャトルトレイン (shuttle train) がロンコンコマ駅からグリーンポートの間で運行している。また週末のみ運行の列車がメモリアルデーからコロンブス・デーの間にロンコンコマ駅以東に限り列車を運行しているが、2014年から約10週間延長される予定である。

## 歴史
1837年3月1日、ヒックスヴィル - ジャマイカ間で本線が開通。その数か月後、1837年恐慌が発生し工事が著しく縮小された。1841年10月15日にはファーミングデール、1842年3月14日にはディアーパーク、同年6月24日にはブレントウッド、同年7月14日にはセントラル・アイスリップ、1844年6月26日にはヤップハンクまで延伸した。グリーンポートへの開業記念列車は1844年7月27日に運行された。営業運転は同年7月29日に開始された。

## 線路増設問題
イースト・サイド・アクセス計画で、グランド・セントラル駅への乗り入れが実現すると、列車を増発するのでLIRR利用者数の増加が予想される。それに対応するために、MTAが将来フローラル・パーク駅 - ヒックスヴィル駅間に3本目の本線 (Third Main Line track) を敷設する計画がある。計画の中には平面交差をなくし（NYSDOTと合わせて）、既存の駅を移転するため、またミネオラ駅を改良するための線路用地の購入も含まれている。それに対し、工事やその結果として列車を増発することにより地区内の生活の質 (QOL) が低下するとして、 フローラル・パークやニューハイド・パーク、ガーデンシティなどの村から3本目の線路を敷設することに激しい反対が起きている。これらの村は3本目の本線を敷設する代わりに、駅の改良や平面交差をなくすことを支持している。しかし、MTAは3本目の線路を敷設することがLIRRのイースト・サイド・アクセス計画には必要な要素であると長い間主張している。

## 駅一覧
- ジャマイカ駅はペン・ステーションから11.2 – 11.3マイル (18km) である。

| 駅名                                                                         | ジャマイカ駅 からの距離 （マイル、km） | バリアフリー・アクセス | 接続路線・備考 |
| ---------------------------------------------------------------------------- | -------------------------------------- | ---------------------- | --- |
| ロングアイランドシティ駅                                                     |                                        | バリアフリー・アクセス | 地下鉄:7 <7>（バーノン・ブールバード-ジャクソン・アベニュー駅にて） バス:Q103 ニューヨーク・ウォーターウェイ |
| ハンターズポイント・アベニュー駅                                             |                                        |                        | 地下鉄: 7 <7>（ハンターズ・ポイント・アベニュー駅にて） バス: B62、Q67 |
| ペン・ステーションやグランド・セントラル駅へは、シティターミナルゾーンを参照 |                                        |                        | |
| ポートワシントン支線が分岐                                                   |                                        |                        | |
| ウッドサイド駅                                                               | 5.9 (9.5)                              | バリアフリー・アクセス | ロングアイランド鉄道: ポートワシントン支線 地下鉄: 7 <7>（61丁目-ウッドサイド駅にて） バス: Q18、Q32、Q53、ラガーディア空港行きQ70 |
| フォレスト・ヒルズ駅                                                         | 2.3 (3.7)                              | バリアフリー・アクセス | 地下鉄: E F <F> M R（フォレスト・ヒルズ-71番街駅にて） バス: Q23、Q60、Q64 |
| キューガーデン駅                                                             | 2.0 (3.2)                              | バリアフリー・アクセス | 地下鉄: E F <F>（キュー・ガーデン-ユニオン・ターンパイク駅にて） バス: Q10、Q37、QM18 |
| ジャマイカ駅                                                                 | 0.0 (0.0)                              | バリアフリー・アクセス | ロングアイランド鉄道: アトランティック支線、バビロン支線、ベルモントパーク支線、ファーロッカウェイ支線、 ヘンプステッド支線、ロングビーチ支線、モントーク支線、オイスターベイ支線、ポートジェファーソン支線、 ロンコンコマ支線、ウェスト・ヘンプステッド支線 地下鉄: E J Z（サットフィン・ブールバード-アーチャー・アベニュー-JFKエアポート駅にて） バス: Q6、Q8、Q9、Q20A、Q20B、Q24、Q25、Q30、Q31、Q34、Q40、Q41、Q43、Q44、Q60、Q65 エアトレインJFK |
| アトランティック支線が分岐                                                   |                                        |                        | |
| バビロン支線、モントーク支線が分岐                                           |                                        |                        | |
| ヒルサイド車両基地                                                           |                                        |                        | 従業員専用駅 |
| ホリス駅                                                                     | 2.6 (4.2)                              |                        | バス: Q2、Q3 |
| クイーンズ・ビレッジ駅                                                       | 4.2 (6.8)                              |                        | バス: Q1、Q27、Q36、Q83、Q88 |
| ベルモントパーク支線が分岐                                                   |                                        |                        | |
| ニューヨーク市とロングアイランドの境界                                       |                                        |                        | |
| ヘンプステッド支線が分岐                                                     |                                        |                        | |
| フローラル・パーク駅                                                         | 5.9 (9.5)                              |                        | ロングアイランド鉄道: ヘンプステッド支線 |
| ニューハイド・パーク駅                                                       | 7.2 (11.6)                             | バリアフリー・アクセス | |
| メリロン・アベニュー駅                                                       | 8.3 (13.4)                             | バリアフリー・アクセス | |
| ミネオラ駅                                                                   | 9.5 (15.3)                             | バリアフリー・アクセス | |
| オイスターベイ支線が分岐                                                     |                                        |                        | |
| カール・プレイス駅                                                           | 11.3 (18.2)                            | バリアフリー・アクセス | |
| ウェストバリー駅                                                             | 12.4 (20.0)                            | バリアフリー・アクセス | |
| ヒックスヴィル駅                                                             | 15.8 (25.4)                            | バリアフリー・アクセス | |
| ポートジェファーソン支線が分岐                                               |                                        |                        | |
| この先、本線はロンコンコマ支線として知られている                             |                                        |                        | |
| ベスページ駅                                                                 | 18.9 (30.4)                            | バリアフリー・アクセス | |
| セントラル支線が分岐                                                         |                                        |                        | |
| ファーミングデール駅                                                         | 21.2 (34.1)                            | バリアフリー・アクセス | |
| ナッソー郡とサフォーク郡の境界                                               |                                        |                        | |
| パインローン駅                                                               | 23.4 (37.7)                            | バリアフリー・アクセス | |
| ワイヤンダンチ駅                                                             | 25.7 (41.4)                            | バリアフリー・アクセス | |
| ディアーパーク駅                                                             | 29.4 (47.3)                            | バリアフリー・アクセス | |
| ブレントウッド駅                                                             | 32.1 (51.7)                            | バリアフリー・アクセス | |
| セントラル・アイスリップ駅                                                   | 36.4 (58.6)                            | バリアフリー・アクセス | |
| ロンコンコマ駅                                                               | 39.5 (63.6)                            | バリアフリー・アクセス | 電化区間の東端 |
| メドフォード駅                                                               | 45.1 (72.6)                            | バリアフリー・アクセス | |
| ヤップハンク駅                                                               | 49.6 (79.8)                            | バリアフリー・アクセス | |
| リバーヘッド駅                                                               | 64.1 (103.2)                           | バリアフリー・アクセス | |
| マッティタック駅                                                             | 73.4 (118.1)                           | バリアフリー・アクセス | |
| サウソールド駅                                                               | 81.1 (130.5)                           | バリアフリー・アクセス | |
| グリーンポート駅                                                             | 85.3 (137.3)                           | バリアフリー・アクセス | シェルター島やニューロンドンへのフェリー |

### 旧駅を含む駅一覧
| LICからの 距離（マイル） | 駅名 | 開業                        | 閉鎖                           |
| ------------------------ | --- | --------------------------- | ------------------------------ |
| 0.0                      | ロングアイランドシティ 当初 ハンターズポイント                                                                              | 1854年6月26日               | 現役                           |
|                          | ハンターズポイント・アベニュー                                                                                              | 1860年8月                   | 現役                           |
|                          | ウッドサイド | 1861年                      | 現役                           |
| 4.0                      | ウィンフィールド | 1865年                      | 1929年                         |
|                          | グランド・ストリート | 1913年                      | 1925年                         |
|                          | レゴ・パーク | 1928年                      | 1962年                         |
|                          | マタウォック | 1922年                      | 1925年                         |
|                          | フォレスト・ヒルズ | 1906年                      | 現役                           |
|                          | ホープデール | 1875年                      | 1884年以前                     |
|                          | キューガーデン 当初 メイプル・グローブ、その後 キュー                                                                       | 1879年 1883年 1910年        | 1882年 1909年 現役             |
|                          | ウェストブリッジ 当初 ハイブリッジ                                                                                          | 1916年                      | 1939年                         |
|                          | ダントン | 1897年                      | 1939年                         |
| 9.9                      | ジャマイカ | 1836年                      | 現役                           |
|                          | ユニオン・ホール・ストリート 当初 ニューヨーク・アベニュー                                                                  | 1890年6月24日               | 1976年                         |
|                          | キャナル・ストリート | 1890年6月24日               | 1899年                         |
| 10.9                     | ヒルサイド 当初 ロッカウェイ・ジャンクション                                                                                | 1890年6月24日               | 1966年7月1日                   |
|                          | ヒルサイド車両基地 | 1991年                      | 現役                           |
|                          | ウッドハル・パーク | 1890年6月24日               | 1905年または1906年             |
|                          | ウィロウ・ツリー | 1837年ごろ                  | 1871年または1872年             |
| 11.9                     | ホリス | 1885年                      | 現役                           |
| 12.8                     | ベルエア 当初 フラッシング・アベニュー、その後順に ブラッシュビル、インターステート・パーク、ブラッシュビル・ロード         | 1837年3月1日 1897年         | 1871年ごろ 1972年              |
| 13.6                     | クイーンズ・ビレッジ 当初 クイーンズ                                                                                        | 1881年 1924年               | 現役                           |
|                          | ベルモントパーク | 1905年                      | 現役                           |
| 14.5                     | ベルローズ | 1898年                      | 現役（ヘンプステッド支線のみ） |
| 15.3                     | フローラル・パーク 当初 プレインフィールド、その後順に スチュアート・ジャンクション、 ヒンズデール、 イースト・ヒンズデール | 1870年代                    | 現役                           |
|                          | ニューハイド・パーク 当初 ハイドパーク                                                                                      | 1837年ごろ                  | 現役                           |
|                          | メリロン・アベニュー 当初 クロウズビル、その後 ガーデンシティ                                                               | 1837年                      | 現役                           |
|                          | ミネオラ 当初 ヘンプステッド、その後 ブランチ または ヘンプステッド・ブランチ                                               | 1837年3月1日                | 現役                           |
|                          | カール・プレイス 当初 Carll Place                                                                                           | 1842年5月                   | 現役                           |
|                          | ウェストバリー | 1837年3月1日                | 現役                           |
|                          | ニュー・カッセル | 1875年                      |                                |
|                          | ヒックスヴィル | 1837年3月1日                | 現役                           |
|                          | グラマン | 1942年                      | 1970年代                       |
|                          | ベスページ 当初 エルサレム、その後 セントラル・パーク                                                                       | 1854年以前                  | 現役                           |
|                          | ベスページ・ジャンクション (BETH Interlocking)                                                                              | 1873年                      | 閉鎖                           |
|                          | ファーミングデール | 1841年10月15日              | 現役                           |
|                          | リパブリック | 1940年                      | 1970年代                       |
|                          | パインローン 当初 メルヴィル                                                                                                | 1890年代                    | 現役                           |
|                          | ワイヤンダンチ 当初 ウェスト・ディアーパーク、その後 Wyandance                                                              | 1875年                      | 現役                           |
|                          | エッジウッド | 1892年                      | 1914年                         |
|                          | ディアーパーク | 1842年3月14日               | 現役                           |
|                          | ピルグリム州立病院 |                             | 1978年                         |
|                          | トンプソン | 1842年6月                   | 1869年                         |
|                          | パインエア | 1915年                      | 1986年                         |
|                          | ブレントウッド 当初 モダン・タイムズ                                                                                        | 1870年                      | 現役                           |
|                          | サフォーク | 1842年8月10日               | 1873年                         |
|                          | セントラル・アイスリップ | 1873年 1916年 1958年 1987年 | 現役                           |
|                          | セントラル・アイスリップ州立病院                                                                                            |                             |                                |
|                          | ニコルズ・ロード |                             |                                |
|                          | レイクランド 当初 レイク・ロード                                                                                            | 1843年                      | 1883年                         |
|                          | ロンコンコマ 当初 ロンコンコマ湖                                                                                            | 1883年                      | 現役                           |
|                          | ハーマンビル | 1853年ごろ                  |                                |
|                          | ホルブルック | 1844年                      | 1962年                         |
|                          | ホルツヴィル 当初 ウェイバリー                                                                                              | 1843年                      | 1998年3月16日                  |
|                          | メドフォード | 1844年6月26日               | 現役                           |
|                          | バートレッツ 当初 ベルポート                                                                                                | 1852年                      |                                |
|                          | ファイア・プレース | 1844年6月26日               |                                |
|                          | ヤップハンク 当初 ミルビル                                                                                                  | 1844年                      | 現役                           |
|                          | カーマンズ・リバー | 1844年6月26日               | 1945年                         |
|                          | アプトン・ロード | 1918年                      | 1922年                         |
|                          | キャンプ・アプトン | 1917年                      | 1922年                         |
|                          | ワンプミシック | 1852年以前                  |                                |
|                          | マナーヴィル 当初 セント・ジョージズ・マナー、その後 マナー                                                                 | 1845年以前                  | 1968年ごろ                     |
|                          | カルバートン 当初 ハルス・ターンアウト、その後 ベイティング・ホロウ                                                         | 1852年                      | 1958年ごろ                     |
|                          | リバーヘッド | 1844年                      | 現役                           |
|                          | アケボーグ | 1892年                      | 1967年ごろ                     |
|                          | ジェームズポート | 1844年                      | 1985年                         |
|                          | ローレル | 1901年                      | 1967年                         |
|                          | マッティタック | 1845年以前                  | 現役                           |
|                          | カチョーグ | 1844年                      | 1962年                         |
|                          | ペコニック 当初 ハーミテージ                                                                                                | 1844年                      | 1970年ごろ                     |
|                          | サウソールド | 1844年                      | 現役                           |
|                          | グリーンポート | 1844年                      | 現役                           |